# 成人向け漫画雑誌の一覧
成人向け漫画雑誌の一覧（せいじんむけまんがざっしのいちらん）は、成人向け漫画雑誌を各出版社ごとにまとめた一覧である。
このページでは男性向けのものを記載する。太字で表示されているものは原則的に成人向け指定を受けておらず、コンビニでも販売されている非18禁雑誌（=いわゆる「ソフトエッチコミック」。ただしコンビニ販売においては条例で18歳未満の購入を禁じている雑誌）を表す。

## 発行中の雑誌の出版社別一覧

### 茜新社
- COMIC LO（茜新社 2002年10月号 - ）
  - 永遠娘（とわこ）（茜新社 2016-）※増刊誌

### 一水社
- コミック Mate L（一水社 増刊誌2015年2月Vol.1-2019、 2019-）
  - コミック刺激的SQUIRT!!（スクウォート）（一水社 2017年7月Vol.1-） ※増刊誌
- Webコミックトウテツ （一水社 2016-）※電子書籍
- 月刊Web男の娘・れくしょんッ！S（一水社 2016-）※電子書籍
- Web配信 月刊 隣の気になる奥さん （一水社 2017-）※電子書籍
- COMICオルガ（一水社 2019-）※電子書籍

### エンジェル出版
- ANGEL倶楽部（エンジェルクラブ）（エンジェル出版 1999- ）

### キルタイムコミュニケーション
- コミックアンリアル（キルタイムコミュニケーション 2006-）※隔月刊
- 二次元ドリームマガジン （キルタイムコミュニケーション 雑誌2002-2019、電子書籍2019-）※小説誌

### クロエ出版
- コミック真激（クロエ出版 2001-）※ティーアイネットより移管

### コアマガジン
- コミックホットミルク（コアマガジン 2007年7月 - ）※白夜書房「漫画ホットミルク」（1986年4月号 - 2001年3月号）の再刊。
- COMIC HOTMILK濃いめ（コアマガジン 増刊誌2016-2019、 電子書籍2019-）

### 三和出版
- コミックマショウ（三和出版 -）
- comic Trigger（三和出版 2021- ）※電子書籍

### ジーオーティー
- コミックマグナム（ジーオーティー 2009-）※電子書籍
- コミックグレープ（ジーオーティー 2013-）※電子書籍
- Comicアンスリウム（ ジーオーティー 2013年4月 - ）（←前身誌「キャノプリcomic」）
  - COMIC E×E（ジーオーティー 2016年5月・01 - ）※増刊誌

### 秋水社
- メンズ宣言（秋水社 2014-）※電子書籍

### 大都社
- 漫画ボンジュール（大都社 2019-）

### 竹書房
- 劇漫スペシャル（2003-）

### 辰巳出版
- COMICペンギンクラブ（辰巳出版 1986年10月号 - ）※2019年8月号より書店扱いの成年コミック誌に移行。

### 楽楽出版
- マガジンサイベリア（楽楽出版 2009-）※電子書籍
  - サイベリアマニアックス（楽楽出版 2012-）※電子書籍

### ティーアイネット
- コミック夢幻転生（ティーアイネット　2013年12月号 - ）
- COMIC MILF（2011年6月・Vol.1 - ） ※隔月刊

### ヒット出版社
- COMIC阿呍（ヒット出版社 1996年6月号 - ）※月刊→隔月刊（2019年4月号より）
- COMIC阿吽 改（ヒット出版社 2019年 - ）※電子書籍

### 双葉社
- アクションピザッツ（1991年 - ）※2004年までは一般青年誌。

### BookLive
- アナンガ・ランガ（BookLive 2015-） ※電子書籍、月刊

### ブレインハウス
- COMIC GEE（ブレインハウス 2019-）※電子書籍

### 文苑堂
- COMIC BAVEL（コミックバベル）（文苑堂 2015年2月号 - ）
- ダスコミ（文苑堂 2019年5月 - ） ※電子書籍、隔月刊

### メディアックス
- WEB版コミック激ヤバ!（メディアックス 2010-）※電子書籍
- オトコのコHEAVEN（2011-） ※アンソロジーコミック→電子書籍
- オトコのコHEAVEN’S DOOR（2015-） ※アンソロジーコミック→電子書籍

### リイド社
- MEN'S GOLD（リイド社 2003-） ※2008年までは実話誌、季刊
- comicクリベロンDUMA（リイド社 2012-） ※電子書籍、隔月刊

### ワニマガジン社
- COMIC快楽天（ ワニマガジン社 1994-） ※2019年8月号より書店扱いの成年コミック誌に移行。
  - COMIC X-EROS（ゼロス）（2012年11月・#01 - ） ※増刊誌
- COMIC快楽天BEAST（ワニマガジン社 2005-） ※2019年8月号より書店扱いの成年コミック誌に移行。
- COMIC失楽天（ワニマガジン社 雑誌2003-2020、電子書籍2020-）

## 休刊・廃刊した雑誌の出版社別一覧

### ア行
茜新社
- COMIC天魔（1998年6月号 - 2016年5月号）
- コミック小天魔（1999年7月号 - 同年11月号）
- 熟女ものがたり（2002年12月創刊、2004年5月号独立創刊 - 2012年4月号で休刊）
- ひな缶 Hi!（2003年10月 - 2004年10月、隔月刊偶数月発売：「COMIC RIN」へ統合）
- Comicバニラ（2004年5月 - 同年9月、隔月刊奇数月発売：「COMIC RIN」へ統合）
- COMIC RIN（2004年12月創刊、2007年1月号独立創刊 - 2012年4月号で休刊）
- COMIC Sigma（2006年9月号 - 2017年1月号）
- COMIC Sigma Plus（2006年7月 - 2008年10月発行のVol.3で実質休刊、不定期増刊号）
- COMICちょいS!（2006年11月VOL.1 - 2009年1月VOL.14で休刊、隔月刊奇数月発売）
- Juicy（ジューシー）（2013年1月NO.1 - 2017年2月NO.17で休刊、不定期刊）※COMIC LO増刊
- COMIC高（こう）（茜新社 2013-2019）※隔月刊
- 月刊 隣の奥さん（茜新社 2015-2016）※電子書籍、月刊
- Girls forM（ガールズフォーム）（茜新社 2012-2019）※増刊誌
- 完熟ものがたり（茜新社 2011年9月Vol.1 - 2017）※増刊誌
- 好色少年（茜新社 2012-2020）※増刊誌
- COMICアオハ（茜新社 2019-2021）※増刊誌

あまとりあ社
- レモンピープル（1981年12月 - 1998年9月）（世界初のロリコンコミック誌。非劇画系アダルト漫画誌＝美少女コミック誌の元祖的存在）
- コミック桃色小町（1996年7月号 - 1999年11月号）
- COMIC瑠璃姫（1999年7月 - 10月）

アミカル
- コミックコッペパン（スーパーコミック増刊）
- スーパーコミック
- 漫画どっかーん!!

アリス出版（解散）
- 劇画アリス

一水社
- PETITパンドラ（1984年9月号 - 1987年10月号）
- 東京H（1998年10月号 - 2000年10月号）（→後継誌「純愛果実」光彩書房）
- COMIC Mate（1992年4月号 - 2014年12月号）（→後継誌「コミック Mate L」、創刊号のみ「コミック Mate Legend」と名称が異なる）
- comicエロ魂（たま）（2014年1月Vol.1 - 2015年7月Vol.10）（→後継誌「コミックJSCK」）
- Comic饕餮（トウテツ）（2014年10月Vol.1 - 2015年12月Vol.8）
- コミックJSCK（ジェシカ）（2015年9月Vol.1 - 2017年5月Vol.11）※本当にあったもっとみだらな話増刊（→後継誌「コミック刺激的SQUIRT!!」）
- まんが極艶壇妻(-2020) ※まんがシャワー増刊
- 実録四十路妻(-2015)
- まんがシャワー(-2019)

エイコ―出版
- コミックジャスト（1995年：休刊）

英知出版（倒産）
- COMIC男爵（1996年 - 2005年5月号）（→後継誌「COMICダンガン」マイウェイ出版）

エキスプレス・コンテンツバンク
- BANANAMATE（エキスプレス・コンテンツバンク 2014-）※電子書籍

オークス（桜桃書房）
- COMIC桜花（1999年8月 - 2000年7月）
- コミック夢雅（「コミック夢雅」→「コミック大我」→休刊→「コミック夢雅」の誌名で再開→休刊）
- COMIC XO（2006年6月号 - 2010年3月号：休刊）
- 華陵商事（2006年7月15日発刊、コミックXO増刊）
- 華陵学園（2008年11月28日 Vol.4で休刊）
- 華陵学園初等部（2006年6月5日 Vol.1 - 2010年4月15日 Vol.24、コミックXO増刊）
- コミックVO（2008-2009） ※電子書籍
- COMIC XO絶！（2010-2014） ※電子書籍
- 華陵絶対領域（2010-2016）※電子書籍、2012年8月に『華陵さくら組 悦』から誌名変更

オークラ出版
- まんが超えっち（1997年7月 - 1998年6月）
- コミックピクシィ（ - 1997年11月）
- コミックピンキィ（1998年5月 - 2003年5月：休刊）

宙出版
- NCハイパー（1997年10月 - 1998年3月）
- COMIC舞夢（ - 1998年7月号）
- コミックRX（1999年3月 - ）
- Comic P-mate（2005年9月 - 11月：通巻3号で休刊。現在はブランドのP-mate COMICSが存在するのみ）

### カ行
海王社
- コミックウインクル（1995年8月号 - 2000年11月号）
- 漫画人妻大官能（海王社 2015-2019）※ムック扱い。

カゲキヤ出版
- カウパーニア （カゲキヤ出版 2013-2018）※電子書籍

笠倉出版社
- COMICロリポップ（1986年2月号 - 1990年8月号）
- 漫画絶対満足（ -2001年4月号：休刊）
- COMIC絶空（2001年5月 - 2002年3月：休刊）

キャビネット
- コミックパラダイス（2000-2009）※デジタルコミック誌

キルタイムコミュニケーション
- 闘姫陵辱（2004年8月 - 2008年3月）（→後継誌「スレイブヒロインズ」）
- スレイブヒロインズ（2008年4月 - 2009年7月）（→後継誌「闘神艶戯」）
- 闘神艶戯（2009年8月Vol.1 - 2011年5月Vol.20）
- コミックプリズムEXTRA（2012）※電子書籍
- 二次元コミックマガジン（2008-）※アンソロジーコミック
- 正義のヒロイン姦獄ファイル（2014-）※アンソロジーコミック

KKベストセラーズ
- 漫画エロトピア（1973年 - 2000年）（後にワニマガジン社に移管）

幻冬舎
- Giga 69 (2004年5月 - 2006年12月)

光彩書房
- COMICアットーテキ（1988年5月 - 1997年6月）（→後継誌「COMICピアりん」）
- COMICピアりん（1997年8月号 - 1998年4月号）
- 漫画クリスティ（1989年7月 - 1998年10月）
- まんがDAISUKI（1992年8月号 - 1995年6月号）
- コミック麗 （1996年7月号 - 1997年9月号）
- BE-NEW（1998年3月号 - 同年8月号）
- 純愛果実（2000年12月号 - 2014年1月号）(→後継誌「Comicエロ魂」）
- コミックダントツ!（2004年4月 - 同年8月）（→後継誌「美少女的快活力」）
- 美少女的快活力（2004年12月Vol.1 - 2007年12月Vol.19）（→後継誌「COMICオレカノ!」）
- COMICオレカノ!（2008年2月Vol.1 - 同年10月Vol.5）（→後継誌「美少女革命 極」）
- 美少女革命 極（2009年2月Vol.1 - 2012年2月Vol.19）（→後継誌「美少女革命 極Road」）
- 美少女革命 極Road（2012年6月号 - 2014年8月号）（→後継誌「Comic饕餮（トウテツ）」、発行社を系列の一水社に変更）

コアマガジン
- 漫画ばんがいち（コアマガジン 雑誌1992年-2016年 電子書籍2016年- 2018年）「漫画極道」→「漫画番外地」→「漫画ばんがいち」。番外地までは成人向けではなくヤクザ漫画専門の青年誌
- コミックメガキューブ（2001年3月8日 Vol.1 - 2003年9月10日 Vol.31、 コミックメガストア増刊）（←前身誌「漫画ホットミルク」白夜書房）（→後継誌「コミックメガプラス」）
- コミックメガプラス（2003年10月10日 Vol.1 - 2007年11月10日 Vol.50、コミックメガストア増刊）（→後継誌「コミック0EX（ゼロエクス）」）
- コミック0EX（ゼロエクス）（2007年12月10日 Vol.1 - 2010年05月10日 Vol.30、コミックメガストア増刊）（→後継誌「コミックメガミルク」）
- コミックメガミルク（2010年06月10日Vol.1 - 2012年7月10日Vol.26、コミックメガストア増刊）
- コミックメガゴールド（2007年6月 - 2008年5月）
- コミックメガストア（1993年7月号 - 2013年6月号）
- コミックメガストアH（2002年7月号 - 2013年7月号）（→後継誌「コミックメガストアα」）
- コミックメガストアα（コアマガジン 2013年9月号 - 2019年9月号）

コスミック出版（コスミックインターナショナル）
- COMIC堕天使（1999年8月 - ）
- COMICマスカ（2000年2月 - ）
- コミックバンディッツ（2016-2017）※電子書籍
- YOUNGキュン!（1997,1998-2008[1]2017 ）

コミックハウス
- Eroha（2012-2013） ※電子書籍

### サ行
さくら出版
- パインナップリン（1994年 - 1996年）（→後継誌「コミックパイン」）
- コミックパイン（1997年 - 2000年）

サン出版
- COMIC BugBug（2012年8月号 - 12月号）

三和出版
- フラミンゴ（ - 2000年8月）（→後継誌「アイラ」）
- アイラ（2000年10月 - 2002年6月）
- MANA（2002年11月 - 2003年4月）
- フラミンゴR（2005年7月 - 2006年8月）
- 漫画タイフーン
- アクリコミック（三和出版 2014-2016）※電子書籍

ジーウォーク
- コミックムーグ（2005年3月号 - 2009年1月号）（→後継誌「コミックプラム」）
- コミックプラム（2008年12月 - 2010年10月 Vol.17）（→配信形式のアンソロジー「コミックプラムDX」として継続）

ジェーシー出版
- コミック曼天（→後継誌「コミックCROSS」）
- コミックCROSS（2006年11月号 - 2007年7月号）
- コミック・メッシ（→後継誌「BUSTER COMIC」ティーアイネット）
- PLUM Ls（2010-2012）※電子書籍、『PLUM DX』へ吸収合併
- PLUM Fe（2010-2012）※電子書籍、『PLUM DX』へ吸収合併
- PLUM DX（2010-2013）※電子書籍
- ABUMIX（2013-2015） ※電子書籍

ジーオーティー
- キャノプリcomic（2010年11月号 - 2012年12月・2013年1月合併号）
- エクシリア（2012-2013） ※電子書籍
- 人間以外じゃダメですか?（ジーオーティー 2013-2015）

実業之日本社
- COMICテキーラ（週刊漫画サンデー増刊）
- comicキャンドール（2004年2月号 - 2011年12月号）
- コミックキューガール（2012年6月号：創刊号で休刊）

ジュネット
- 恋JUNE（2009年9月Vol.2で休刊）

シュベール出版（倒産）
- コミックゆみちゃん（1995年7月号 - ）
- COMICパッションタイム
- COMIC零式

松文館
- ハーフリータ（1986年 - 1991年）
- コミック姫盗人（1996年11月 - 2009年10月号：休刊）（→2010年6月に姫コミックス「ひめどろ1」のタイトルでアンソロジーとして発売）
- コミック純愛嬢（姫盗人増刊、休刊）
- COMIC燃絵（2000年5月 - 2001年1月）
- COMIC銃漫（2001年3月 - 2002年1月）
- キカスマ（2001年8月 - 2003年2月）
- コミックみるくぷりん（2011年6月-）
- 三十路人妻市場（2009-2010）※電子書籍
- コイ☆ヒメ（2009-2010）※電子書籍
- 熟女マニア（2010-2014）※電子書籍
- 姫マニア（2010-2015）※電子書籍

晋遊舎
- COMICポプリ倶楽部（1996年5月号 - 1997年6月号）→COMICポプリクラブへ改称（1997年7月号 - 2007年3月号）（2007年4月号からマックスに移管）
- COMICマオ（1999年7月 - 2001年5月、COMICポプリクラブ増刊）
- COMIC A-GEKI 鋭撃（2001年12月 - 2002年4月、隔月刊：COMICポプリクラブ増刊）
- COMICポプリクラブ ダイハード（2004年3月 - 同年11月、隔月刊：COMICポプリクラブ増刊）

スコラマガジン（辰巳出版グループ、2021年6月辰巳出版に吸収合併）
- 漫画ローレンス（2019年に綜合図書より移管 1983年 - 2019年）→劇画ローレンス（2019年 - 2020年）
- COMICペンギンクラブ山賊版（スコラマガジン 1988年12月号 - 2020年）（2012年に辰巳出版から富士美出版に移管後、2019年にスコラマガジンに移管） ※隔月刊、2018年電子書籍に移行。

セブン新社
- COMICマンモスクラブ
- COMICヤケッパチ（1996年10月 - 1997年10月）

蒼竜社（辰巳出版グループ、2019年4月スコラマガジンに吸収合併）
- 漫画プラザ（1976年 - 2018年）※隔月刊

### タ行
大都社
- 漫画ボン（大都社 1969-2019）

大洋書房
- イチゴみるく（1986年11月号VOL.1 - 1988年11月号VOL.25）（→後継誌「コミックポプリクラブ」）
- コミックポプリクラブ（1988年12月号VOL.1 - 1996年4月号VOL.89）（晋遊舎に移管→「COMICポプリ倶楽部」）
- コミックビッグ（1989年9月15日、コミックポプリクラブ増刊）
- コミックランド（1989年 - 1990年、隔月刊、コミックポプリクラブ増刊）
- MISTRAL（1992年 - 1993年、隔月刊、コミックポプリクラブ増刊）

大洋図書
- コミック幻羅（2000年1月 - 2004年2月：廃刊）
- 漫画人妻の悶え ※増刊誌
- 漫画奥様のエロス ※増刊誌

竹書房
- ビタマン（竹書房　1997年 -2018年）
- ナマイキッ!（1998年 - 2018年）
- Dokiッ!（2012年5月号で休刊）
- Dokiッ!Special（2010年7月号で休刊）
- ビタマンDX

司書房（倒産）
- コミックラム（廃刊）
- コミックオルカ（ - 2002年11月：廃刊）
- コミックドルフィン（1992年6月号 - 2007年3月号休刊）
- COMICラッツ（ - 2002年12月：休刊）
- コミック旋風
- コミックドルフィン大将
- コミックドルフィンJr.
- コミック美少女達人
- コミックスーパーラッツ
- コミックMu-Mu
- コミックパレオ!
- MEN'Sドルフィン
- COMICゴックン
- COMIC弁天
- 漫画エロス

辰巳出版
- カイザーペンギン（後半はコミックカイザーに改名）（1994年 - 1995年）
- バズーカDEEP（2007年7月Vol.1 - 2010年1月Vol.17）
- 漫画ダイナマイト（2011年12月号で休刊）

ティーアイネット
- コミック真激（クロエ出版に移管）
- COMICジェイド（増刊）（廃刊）
- COMIC NoLimit（2009年10月Vol.1のみ発刊で実質休刊）
- コミックMUJIN（1999年8月号 - 2013年12月号）（→後継誌「コミック夢幻転生」）
- BUSTER COMIC（ティーアイネット 2007-2016）

桃園書房（倒産）
- コミックジャンボ（休刊）
- ヤングジャンボ（廃刊）
- COMICスーパージャンボ（休刊）
- COMIC激愛専科（廃刊）
- コミックジャンボMAX
- コミック極楽鳥

東京三世社
- COMICロリタッチ（1986年9月号 - 1991年1月号）（→後継誌「コミックBeat」）
- コミックBeat（1991年4月 - 1998年11月：廃刊）
- comic Babe（1990年9月 - 1991年6月）（→後継誌「コミックSHAKE」）
- コミックSHAKE（1991年7月 - ：廃刊）
- コミックCHOCOLAT（1992年6月 - ）
- コットンクラブ（→後継誌「コットンコミック」）
- コットンコミック（ - 2004年6月：廃刊）（→後継誌「コミックメガドリーム」）
- コミックメガドリーム（2004年7月 - 10月）
- Comic Site（ - 2002年3月：廃刊）
- COMIC華乱（1999年3月 - 2000年7月）
- コミックとろろ（2000年9月 - 2001年4月：廃刊）
- 漫画Pop's（ - 1998年5月）（→後継誌「まんが愛!姫」）
- まんが愛！姫（1998年6月 - 2003年7月）
- まんが哀姫（2003年8月 - 2006年7月）
- コミックリトルピアス（2002年11月 - 2004年9月）
- コミックミニモン（2002年4月 - 2006年6月）
- コミックフェロモン（2006年8月 - 11月、「まんが哀姫」「コミックミニモン」を統合、休刊）

童夢舎
- COMICぴゅあ（2000年6月 - 9月）

### ナ行
日本出版社
- ペパーミントCOMIC（1984年 - ）
- レモンクラブ（ - 2006年11月：廃刊）
- キャンディクラブ（ - 2003年4月）

### ハ行
ヒット出版社
- Comicセラフィン（1994年6月号 - 1996年2月号、隔月刊）
- COMIC闘姫（1995年3月号VOL.1 - 1995年9月号独立創刊 - 1996年4月号VOL.11）（→後継誌「COMIC阿呍」）
- COMICミカエル（1996年6月号VOL.1 - 1997年6月号VOL.7、隔月刊、COMIC阿呍増刊）（→後継誌「D-ANGE」）
- D-ANGE（ディ・アンジェ）（1997年8月号VOL.1 - 2001年8月号VOL.25、隔月刊、COMIC阿呍増刊）（→後継誌「COMIC曼天」ジェーシー出版）
- COMIC少女天国（2003年5月号 - 2008年5月号）（→後継誌「comic ino.」）
- comic ino.（コミック イノ）（2008年6月号 - 2009年2月号）

白夜書房
- 漫画ブリッコ（1982年11月号 - 1986年2月号）（創刊時はエロ劇画誌であったが、1983年5月号からリニューアルし、日本で2番目のロリコン漫画誌となった）（→後継誌「漫画ホットミルク」）
- 漫画ホットミルク（1986年4月号 - 2001年3月号）（→後継誌「コミックメガキューブ」コアマガジン）

ビブロス（旧・青磁ビブロス、倒産）
- カラフルBee（ACT1（1994年10月発売） - 2002年5月号、ACT1 - ACT9（1995年6月発売）の誌名は「カラフルBEE」）
- カラフル萬福星（Vol.1（1998年8月発売） - Vol.22（2002年2月発売）、隔月刊）
- カラフルコミックPUREGIRL（2002年6月号 - 10月号、「カラフルBee」と「カラフル萬福星」の統合後継誌）

FOX出版
- コミックメガフリーク（2000年9月号 - 2001年9月号）
- COMICヒメクリ（2001年5月号 - 2004年9月号）

forcs
- ガチコミ（2010-2022[注 1]）※電子書籍

富士美出版（辰巳出版グループ、2019年4月スコラマガジンに吸収合併）
- キャンディータイム（1989年4月号 - 2004年9月号）
- CT海賊版（1990年3月号 - 1996年3月号）
- FANTASY　COCKTAIL（1993年3月号 - 2004年8月号）
- ナチュラルハイ（1995年6月号 - 1999年12月号）
- コーヒーブレイク（1996年5月号 - 2000年7月号）
- COMIC姫桜（2005年1月号 - 5月号）
- COMIC桃姫（2000年1月号 - 2010年6月号）
- COMICバズーカ（1997年 - 2013年2月号で休刊）（2012年に辰巳出版より移管）
- WEBバズーカ（富士美出版 2014-2016）※電子書籍
- ペンギンセレブ（2006年4月号 - 2018年1月号）（2012年に辰巳出版より移管） ※隔月刊
- 漫画ローレンスR45 ※増刊誌

双葉社
- アクションピザッツSP（2004年4月（「アクションピザッツ」増刊） - 2016年2月号）
- アクションピザッツDX（2008年5月号 - 2019年8月号）

フランス書院
- COMICパピポ（1991年8月号 - 2007年12月号）
  - コミックレヴォリューション（2007年4月Vol.1 - 2007年10月Vol.4、増刊号）
- パピポ外伝（1991年 - 1999年6月号）
- COMIC Zip（1994年9月号 - 2003年3月号）
- コミックジャム（1999年8月 - ）

文苑堂
- COMICエウロパ（2014年5月号 - 2018年12月） ※2015年電子書籍に移行（→後継誌「ダスコミ」）

ぶんか社
- 漫画人妻快楽庵（海王社 2016-） ※ムック扱い。

平和出版（倒産）
- COMICカクテル
- まんがSHOW GAKKO（1994年12月号 - 2002年3月号）（→後継誌「マンガBOOP」）
- マンガBOOP（2002年4月号 - 8月号）
- COMICグッピー（1995年5月号 - 1997年12月号）（→後継誌「COMIC弥勒」）
- COMIC弥勒（1998年1月号 - 1999年9月号）（→後継誌「comicピコラ」）
- comicピコラ（1999年10月号 - 2001年3月号）（→後継誌「まんがSHOW GAKKOエクストラ」）
- まんがSHOW GAKKOエクストラ（2001年4月号 - 2002年11月号）（→後継誌「ラブマニ」）
- ラブマニ（2002年12月号 - 2004年10月号）（→後継誌「美熱Angel」）
- 美熱Angel（2004年11月号 - 2005年4月号）

芳文社
- らぶチュ（2009年9月Vol.1 - 2011年3月Vol.11）

ぽすれん
- こみっくすかぁれっと（2010-2011） ※電子書籍

### マ行
マイウェイ出版
- COMICダンガン（2005年7月 - 10月）（←前身誌「COMIC男爵」英知出版）

マックス（2015年12月晋遊舎に吸収合併）
- COMICポプリクラブ（1996年5月号 - 2015年11月号で休刊）（2007年晋遊舎より移管）
- コミックPフラート （2009年8月 VOL.1 - 2013年2月 VOL.22、隔月刊、COMICポプリクラブ増刊）

みのり書房（解散）
- 官能劇画（1970年代中頃）
- 漫画スカット（1975年5月号 - 1990年代前半）

無気力プロ（解散）
- シベール（1979年4月Vol.1 - 1981年4月Vol.7）（世界初のロリコン漫画同人誌）

メディアックス
- コミック花いちもんめ（1991年3月号 - 1995年2月号）
- コミックジオトピア（1993年 - 1995年）
- コミックギガテック（休刊）
- コミックゲイザー（休刊）
- コミックライズ（2001年8月号にて「コミックポット」に統合される形で休刊）
- コミックライズEX（2000年10月号 - 2001年休刊）
- コミック・ファンタジーライズ（2001年6月号 - 2002年11月号で休刊、「コミックポット」に合併）
- コミックPOT（2001年8月号 - 2006年6月号で休刊）
- コミック激ヤバ! ※ パソコンパラダイスの増刊。
- COMICしちゅぷれ（メディアックス 2010-2011）※電子書籍

モエールオンライン
- Comic モエマックスJr.（2009-）

モエールパブリッシング
- COMIC モエマックス（2007年6月号 - 2008年12月号）

### ヤ行
雄出版（倒産）
- COMICオレンジクラブ（1992年12月号 - 2002年12月号）
- COMICみゃう!（1993年12月号 - 1994年2月号）
- DRY-UP（1994年11月 - ）
- ピーチクラブ（1995年10月 - ）

ユニ報創
- コミック麗夢（1999年2月 - 5月）

### ラ行
リイド社
- コミック零式
- きゃわたま（リイド社　2014-）※電子書籍
- comicクリベロン（リイド社 2012-2020） ※電子書籍

### ワ行
若生出版
- COMICプルメロ（2006年8月号 - 2014年11月号）（→事実上の後継誌「COMIC BAVEL」文苑堂）

ワニマガジン
- 快楽天星組（休刊）
- コミック激漫（休刊）
- Young Hip（廃刊）
- コミックライジン（休刊）（→後継誌「COMIC快楽天」）
- COMIC快楽天 華漫GOLD（2010年6月20日刊行Vol.20で実写雑誌となり、2011年4月発刊Vol.25で休刊）
- COMIC快楽天XTC（不定期刊、2015年5月発売号（Vol.5）より成人向け指定。） ※増刊誌
- COMICはぴにんぐ（ワニマガジン社 2017-） ※電子書籍
- COMIC華漫 ※隔月刊